# Rodolfo Mulhall
Rodolfo Mulhall fue un futbolista argentino que se desempeñaba como mediocampista y su primer club fue Tiro Federal de Rosario.

## Carrera
Luego de jugar unos años en Tiro Federal, llegó en 1919 a Rosario Central. En su primera intervención con el canalla consiguió un título, la Copa Nicasio Vila 1919, conseguida tras derrotar en el clásico rosarino a Newell's Old Boys en cotejo desempate que se definió 3-2 en favor de Central tras jugarse dos tiempos suplementarios. En 1920 se produjo un nuevo cisma en las organizaciones del fútbol rosarino y argentino; Rosario Central dejó la Liga Rosarina de Fútbol, conformando la nueva Asociación Amateurs Rosarina de Football entre 1920 y 1921. 
Además se coronó campeón a nivel nacional al alzarse con la Copa de Competencia 1920; Mulhall se perdió de jugar solo la final ante Almagro, integrando el mediocampo con Antonio Blanco y Jacinto Perazzo.
Se registran 28 partidos disputados por él en su paso por Central (hay que considerar la falta de este tipo de estadística sobre la Asociación Amateurs Rosarina), marcando tres goles. En 1921 y 1922 jugó por Rosario Puerto Belgrano.

## Clubes
| Club                    | País      | Año       |
| ----------------------- | --------- | --------- |
| Tiro Federal            | Argentina | 1916-1918 |
| Rosario Central         | Argentina | 1919-1920 |
| Rosario Puerto Belgrano | Argentina | 1921-1922 |

## Palmarés

### Torneos nacionales
| Equipo          | País      | Título              | Año  |
| --------------- | --------- | ------------------- | ---- |
| Rosario Central | Argentina | Copa de Competencia | 1920 |

#### Torneos regionales
| Equipo          | Liga              | País      | Título            | Año  |
| --------------- | ----------------- | --------- | ----------------- | ---- |
| Rosario Central | Rosarina          | Argentina | Copa Nicasio Vila | 1919 |
| Rosario Central | Amateurs Rosarina | Argentina | Primera División  | 1920 |